# Республіка майбутнього
«Республіка майбутнього: або Соціалізм — це реальність» (англ. The Republic of the Future: or, Socialism a Reality) — повість американської письменниці Анни Бовмен Додд, вперше опублікована в 1887 році. Книга є антиутопією, написаною у відповідь на утопічну літературу, яка була драматичною та важливою рисою другої половини ХІХ століття.

## Антиутопічний контекст
Утопічна література покоління Додд складалася як із відомих творів, так і з інших, які зараз майже забуті, як-от популярна «Кооперативна спільнота» Лоуренса Ґренлунда (1884). Книга Додд стала критичною відповіддю на цю літературу. Іншими прикладами цієї реактивної антиутопічної реакції є «Земля мінливого сонця» Вільяма Гарбена (1894) і «Падіння утопії» Чарльза Дж. Бейна (1900).
За збігом обставин книга Додд була опублікована за рік до появи знаменитого роману Едварда Белламі «Погляд назад» (1888), великого бестселера у своєму жанрі (який, у свою чергу, викликав хвилю антиутопічних відгуків).

## Історія і значення
Посіть Додд має форму епістолярного роману: Вольфґанґ, шведський аристократ, пише листи додому своєму другові Ганневіґу, відвідуючи у 2050 році Соціалістичне місто Нью-Йорк. У фантастиці Додд Швеція зберігає капіталістичну економіку, тож Вольфґанґ може протиставити новий утопічний соціалістичний режим у Нью-Йорку більш звичним формам удома.
Додд сатирично націлюється на різноманітні ліберальні події її епохи, включно з першими поштовхами руху за права тварин (ASPCA була заснована в Нью-Йорку в 1866 році). Головний герой здійснює свою подорож зі Швеції до Нью-Йорка через підокеанську транспортну систему (керується Pneumatic Tube Electric Company). Дорогою Вольфґанґ зауважує, що водні мешканці чинять опір
наполегливі та невтомні зусилля численних товариств із запобігання жорстокому поводженню з китоподібними та ракоподібними... з усіх хребетних та безхребетних тварин риба найменше піддається виправній дисципліні.
Однак першочерговими цілями Додд є інновації, які найбільше відстоювали утопісти її епохи, соціалізм, фемінізм і технічний прогрес. Додд малює картину майбутнього Нью-Йорка як похмурого конформістського суспільства, в якому мешканці живуть в однакових будинках, а чоловіки та жінки одягаються однаково. Хоча люди працюють лише дві години на день, вони живуть виснажливим, марним життям. Подорожі заборонені, а посередність закріплюється законом: «Усіх науковців, письменників, митців та вчених, які були визнані більш обдарованими, ніж середньостатистичні, відправляли на заслання». Діти виховуються в дитячих садках; романтичне кохання згасло. Нью-йоркці Додда 2050 року «виглядають як люди, які дійшли до кінця, але не знаходять це смішним».
Оскільки Додд є письменницею-антиутопісткою, вона не зосереджується на технологічних чудесах, які очікують і пророкують багато авторів-утопістів; але вона дає своїм майбутнім мешканцям Нью-Йорка автоматичні ліфти, пристрої для заправки ліжок та інші подібні зручності. Технології можуть не покращити життя, а, навпаки, його ускладнити: традиційну їжу замінили харчові пігулки.
У баченні майбутнього Додд соціалістична революція сталася приблизно в 1900 році; центр міста було зруйновано вибухівкою та відбудовано за соціалістичними стандартами. Мислитель і письменник Генрі Джордж похований у храмі Визволителів.

## Авторка

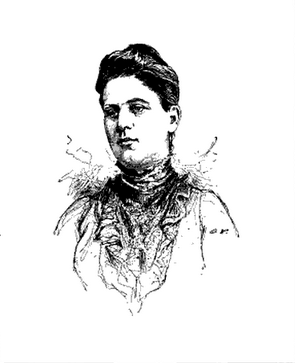
Анна Бовман Додд

Анна Бовман Додд, уроджена Блейк (1855—1929), була уродженкою Нью-Йорка, дочкою торговця. За свою кар'єру вона написала ряд інших робіт, включаючи біографію Шарля Моріс де Талейрана-Перігора та книги про подорожі.